# Atelier Mansudae
L'atelier Mansudae (chosŏn’gŭl : 만수대창작사 ; RR : Mansudae Changjaksa) est une fabrique d’œuvres d'art située à Pyongyang, dans l'arrondissement de P'yŏngch'ŏn, en Corée du Nord. Fondé en 1959, c'est l'un des plus grands centres de production artistique au monde, étalé sur une superficie de plus de 120 000 mètres carrés. Le studio emploie environ 4 000 personnes, dont 1 000 artistes issus des meilleures académies de Corée du Nord,,. La plupart de ses artistes sont diplômés de l'université de Pyongyang. Ils ne reçoivent pas de bénéfices de leurs œuvres car tous les profits sont reversés à l'État. L'atelier comprend 13 sections, comme celles pour la xylographie, le dessin au fusain, la céramique, et la broderie, entre autres. Il a produit de nombreux monuments parmi les plus importants de Corée du Nord, comme le Monument à la fondation du parti du travail de Corée, la statue de Chollima, et les statues en bronze du Grand monument Mansudae,. Sa division commerciale étrangère est connue sous le nom de groupe de sociétés de projets à l'étranger Mansudae (en), qui est à l'origine en 2014 de divers monuments dans 18 pays africains et asiatiques. Toutes les images de la famille Kim sont produites par l'atelier Mansudae. Avant la mort de Kim Jong-il, l'atelier était sous sa direction,. Depuis 2009, la fabrique a également sa propre zone à l'Espace 798 de Pékin en Chine, connu sous le nom de musée d'art Mansudae.

## Organisation et gestion

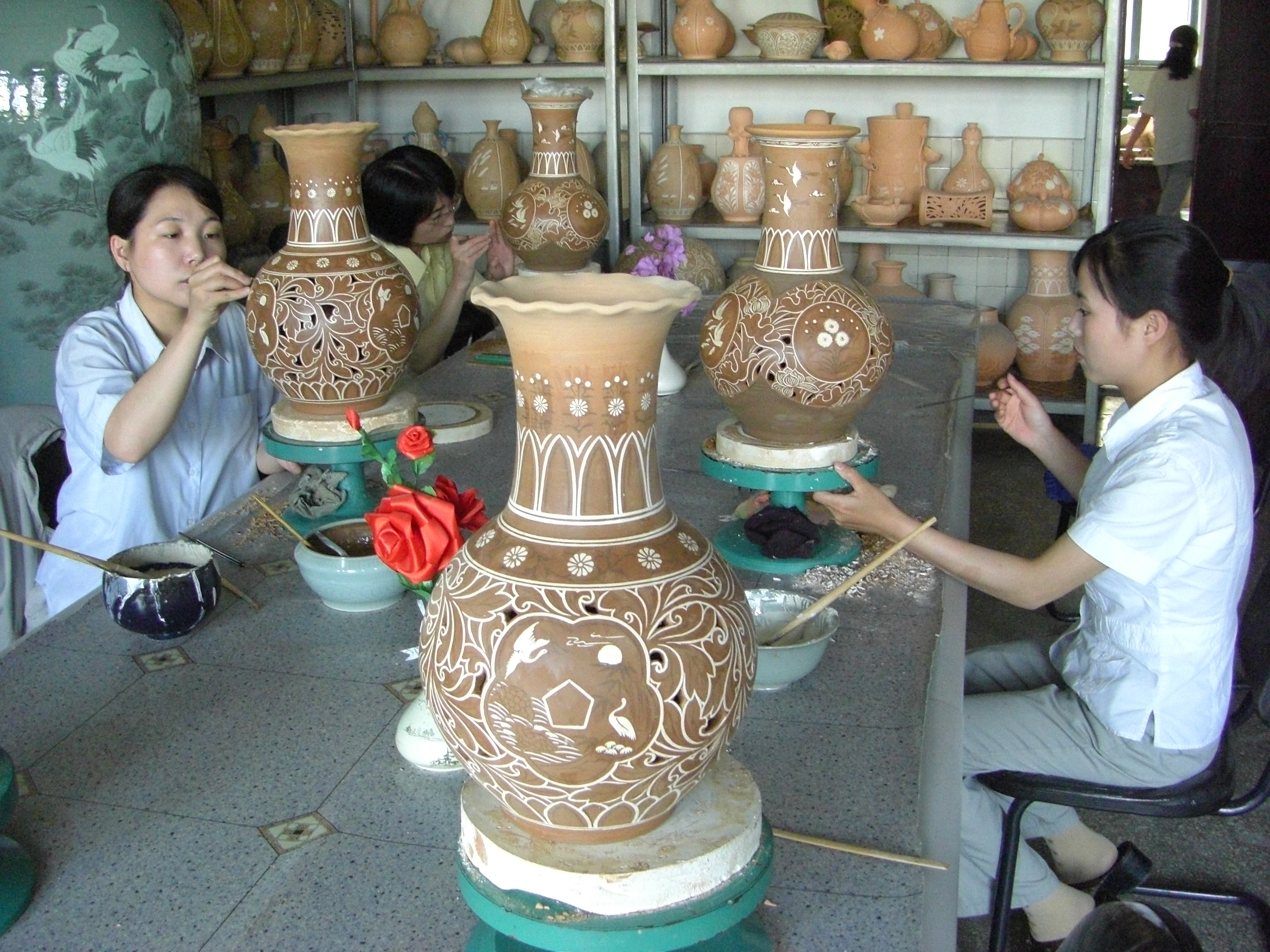
Artistes travaillant sur des céramiques à l'atelier Mansudae.

L'atelier emploie environ 4 000 travailleurs, dont 1 000 sont des artistes âgés de la vingtaine à la soixantaine et sélectionnés dans les meilleures académies du pays, en particulier l'université de Pyongyang. L'atelier occupe plus de 120 000 mètres carrés, dont 80 000 à l'intérieur. Son site comprend un stade de football, un sauna, une clinique, une fabrique de papier, une école maternelle et même une boutique de souvenirs,. L'atelier est en effet une destination autorisée aux touristes étrangers par approbation de l'État, et la boutique de souvenirs leur permet d'acheter des œuvres d'art nord-coréennes depuis des années, car la vente d'art est l'un des moyens les plus faciles d'obtenir de la monnaie étrangère pour l'État de Corée du Nord. L'atelier se compose de 13 sections qui fabriquent différents types d'œuvres d'art (allant des peintures à l'huile à la céramique et aux statues en bronze), des usines de fabrication, et plus de 50 départements d'approvisionnement qui produisent et testent des matériaux,. Selon le site officiel de l'atelier, il n'est pas une école ou une chaîne de production de style chinois, mais plutôt un centre de production de haute qualité qui emploie plus de la moitié des artistes du pays ayant reçu les deux meilleurs prix artistiques de Corée du Nord. Le gérant du site internet de l'atelier, Pier Luigi Cecioni, affirme également que l'atelier Mansudae bénéficie directement des ventes du site car il possèderait une autonomie économique. L'atelier a également une équipe sportive au « Prix du mont Paektu des Jeux des fonctionnaires ».

## Histoire
L'atelier Mansudae est fondé à Pyongyang, la capitale de la République démocratique populaire de Corée (ou Corée du Nord), le 17 novembre 1959, six ans après la fin de la guerre de Corée. Avant la mort de Kim Jong-il en 2011, l'atelier opérait sous son « orientation spéciale ».
Les thèmes de l'atelier Mansudae ont évolué au fil du temps :
- De sa création au début de la guerre de Corée les thèmes était la construction du pays,
- Du début à la fin de la guerre de Corée, le thème était l'appel au combat.
- De 1953 à 1968, le thème était la mobilisation des masses et le mouvement Chollima.
- De 1968 à 1998, le thème fut la révolution armée et l'édification du « socialisme à notre manière ».
- Vers 2012 le thème fut « construction d'un pays fort et prospère » mettant en exergue les « exploits réalisés et la dignité de la nation armée d'une invincible force spirituelle »[10].

## Affiliation avec les frères Cecioni
L'affiliation de l'atelier Mansudae avec l'Italie débute en 2005 avec Pier Luigi Cecioni, dont le poste de président d'un orchestre de Florence lui donne l'occasion d'entrer en contact avec l'atelier. L'orchestre de Cecioni est invité à participer au Festival de l'amitié du printemps à Pyongyang. Sur place, Cecioni demande si la Corée du Nord dispose d'un « centre d'art ou d'une galerie pour exposer », et il est emmené à l'atelier Mansudae qui, à l'époque, est peu connu en dehors de la Corée du Nord. Cecioni offre d'aider l'atelier à « faire quelque chose en Occident », et en janvier 2006, il retourne à Pyongyang avec son frère artiste, professeur à l'Académie des beaux-arts de Florence et directeur d'un centre d'exposition près de Florence. Les frères Cecioni sélectionnent plusieurs travaux de l'atelier Mansudae à ramener en Europe et signent un accord d'exclusivité qui établit Pier Luigi Cecioni comme agent de liaison entre l'atelier et l'Occident. Une clause de cet accord est que Cecioni organiserait des expositions d'œuvres d'art de Mansudae en Occident.
Au moment de la première de ces expositions, Cecioni commence à construire le site internet officiel de l'atelier Mansudae. Il facilite les ventes de l'atelier à l'international de petits objets d'art, tels que des peintures, via le site internet qui présente une brève histoire de l'atelier, des informations sur les expositions en dehors de la Corée du Nord, une liste d'artistes y travaillant et des listes de peintures à vendre.
Certains artistes de Mansudae sont régulièrement envoyés à l'étranger, y compris en Italie. En 2012, Cecioni accompagne des artistes à la galerie des Offices et aux musées du Vatican, et déclare que les artistes nord-coréens avaient apprécié et appris de ce voyage d'études.

## Musée d'art Mansudae
En 2009, l'atelier Mansudae s'est installé à l'Espace 798 de Pékin. Il bénéficie d'une zone réservée appelée « musée d'art Mansudae », bien que contrairement à la plupart des musées, bon nombre des œuvres de sa collection sont en vente et sont d'ailleurs également visibles sur son site officiel. Le musée vend à la fois des originaux et des copies de peintures, statues et affiches socialistes réalistes, ainsi que des timbres et des cartes postales. Les thèmes de ces-derniers vont des paysages aux voitures de la famille Kim, mais ils illustrent surtout la relation entre la Corée du Nord et la Chine (par exemple, des timbres de tous les politiciens chinois ayant déjà effectué des visites en Corée du Nord). Le musée est la première galerie d'art nord-coréenne à l'étranger et est une destination touristique autorisée par le régime de Corée du Nord,. L'entrée du musée expose une petite version de la statue de Chollima de Pyongyang perchée sur un socle beige de plus de six mètres de haut.

## Expositions et productions

### Expositions

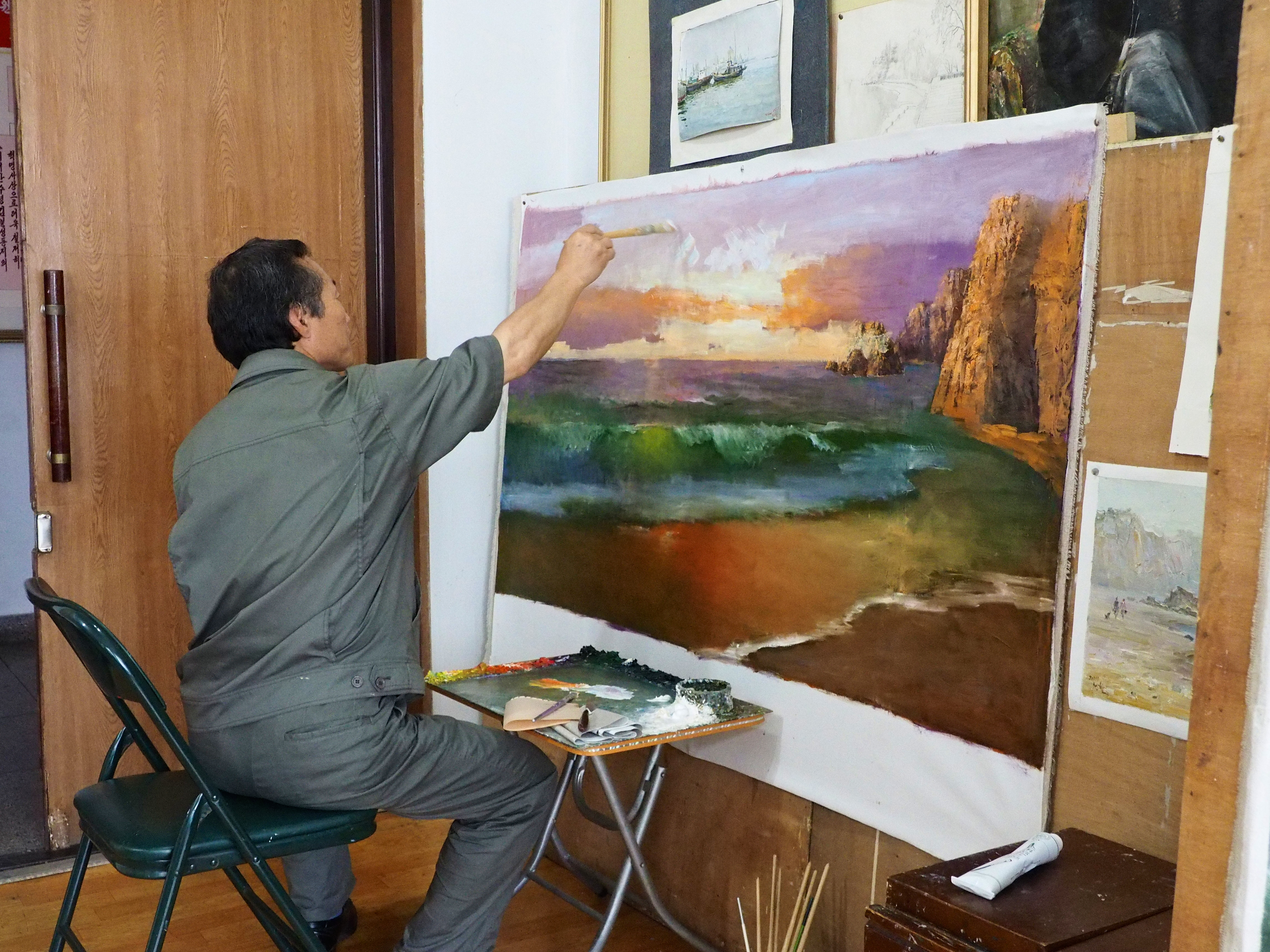
Un artiste au travail à l'atelier Mansudae.

Avec l'aide de Pier Luigi Cecioni, l'atelier Mansudae fait sa première exposition à l'étranger à Londres en 2007,. En 2009, malgré beaucoup de préparation de la part des cinq artistes de Mansudae invités,, une exposition à Brisbane en Australie présente leurs œuvres sans leur présence. Même si seulement une seule de leurs quinze pièces d'art est de nature socio-réaliste, le gouvernement australien aurait refusé les visas aux artistes venus de Corée du Nord parce qu'ils viendraient de la « machine de propagande de Pyongyang et... ne sont pas les bienvenus ». Le 10 octobre 2013, une exposition populaire de Mansudae ouvre à un salon de Dandong en Chine. L'exposition ne présente aucune œuvre de propagande et vend 30 pièces dans les trois premiers jours. En 2014, David Heather, qui a « conçu » l'exposition de Londres de 2007, décide d'essayer de réitérer le succès de celle-ci. Une nouvelle exposition est ainsi organisée à l'ambassade de Corée du Nord au Royaume-Uni. Les artistes de Mansudae présentant leurs œuvres séjournent deux semaines à Londres avant le début de l'exposition pour se préparer et sont durant cette période disponibles pour peindre pour des personnes en Angleterre.

### Peintures

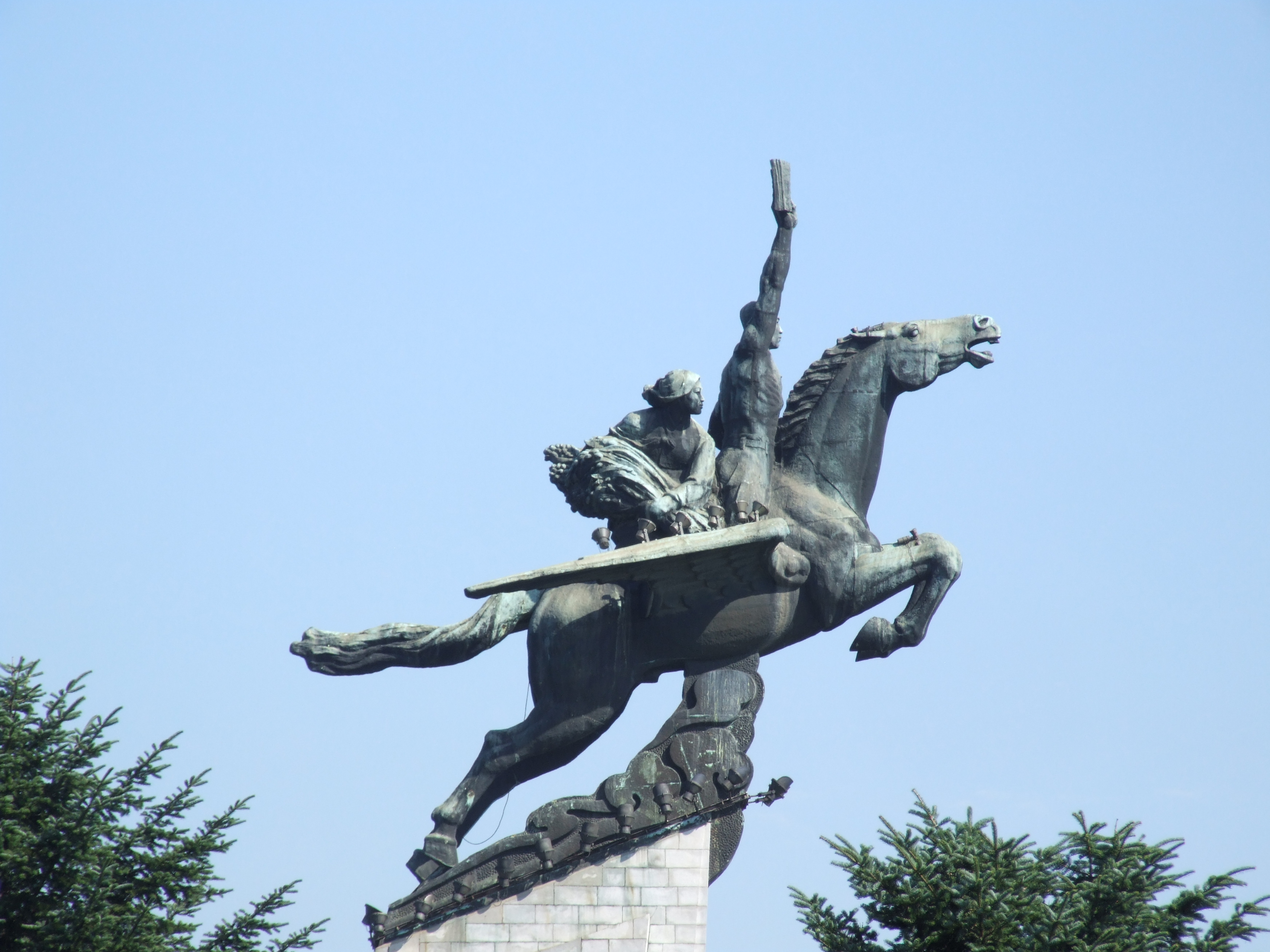
La statue de Chollima au pied de la place Mansudae à Pyongyang.

L'atelier Mansudae produit de nombreuses peintures, y compris « toutes les images publiques de Kim Jong-un, Kim Jong-il, et Kim Il-sung » et Le numéro un peut toujours perdre, une série de 10 peintures représentant la victoire 1-0 de la Corée du Nord sur l'Italie lors du premier tour de la coupe du monde de football de 1966. Plusieurs de ses tableaux ont un style uniforme représentant la Corée du Nord comme une utopie. Cependant, selon Klaus Klemp, le directeur adjoint du musée des arts appliqués de Francfort, les artistes de Mansudae peuvent « produire des copies kitsch de plusieurs genres étrangers » qui sont probablement ensuite vendues à l'international. Le site internet officiel de Mansudae présente une galerie de peintures allant des « affiches de propagande aux paysages réalistes, aux bouquets de fleurs et même aux portraits de famille », ainsi que de la rare « peinture-bijoux ». Celle-ci est unique à la Corée du Nord et est fabriquée en broyant en poudre des gemmes qui est ensuite étalée sur la toile à la main et ne perd jamais son fort éclat.

## Statues en Corée du Nord

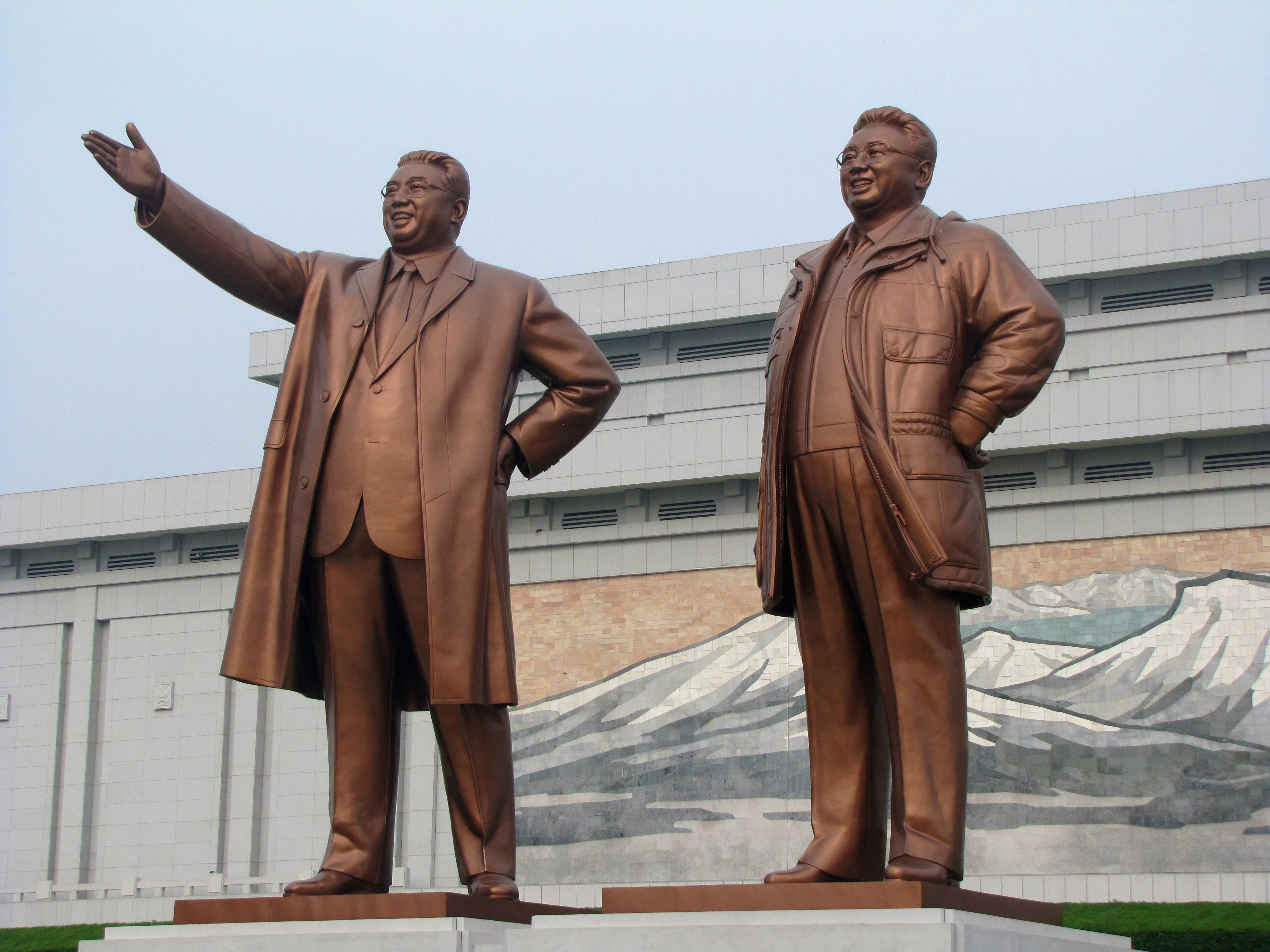
Statues en bronze de Kim Il-sung et Kim Jong-il du Grand monument Mansudae.

L'atelier Mansudae créé des statues et des sculptures qui sont présentes dans tout le pays, trois de ses œuvres les plus importantes et célèbres étant la statue de Chollima, le monument à la fondation du parti du travail de Corée, et bien sûr les statues de bronze de Kim Il-sung et Kim Jong-il du Grand monument Mansudae. Ces monuments sont des destinations touristiques classiques, et les statues des Kims décédés sont présents dans à peu près tous les itinéraires de voyage en Corée du Nord.
Construite en 1961, la statue de Chollima, qui a une réplique au musée d'art Mansudae de Pékin, est la représentation d'un petit cheval ailé légendaire qui peut parcourir mille lieues par jour. Le cheval est représenté avec un travailleur et une paysanne sur son dos, « symbolisant l'esprit héroïque du peuple coréen » et l'esprit en avant de la Corée du Nord,.
Construit en 1995 à l'occasion du 50e anniversaire du Parti du travail de Corée, le monument à la fondation du parti mesure 50 mètres de haut et représente trois poings de la « taille d'un camion » tenant un marteau, un pinceau de calligraphie, et une faucille.
Le Grand monument Mansudae est peut-être l'image la plus connue de la Corée du Nord. Il comprend deux statues en bronze de 22 mètres de haut, ce qui en fait les plus grandes statues du pays. Il a été modifié avec le temps, car au départ seule une statue de Kim Il-sung était présente, installée pour son 60e anniversaire en 1972. En 2012, une statue de Kim Jong-il est ajoutée à ses côtés, modifiée juste quelques mois plus tard pour changer son manteau en parka comme il est habituellement vu en porter tout au long de sa vie, et qui est qualifiée de « témoin de l'histoire » au moment de sa mort.

## Projets internationaux de l'atelier Mansudae
L'atelier Mansudae a une division internationale appelée groupe de sociétés de projets à l'étranger Mansudae (en), fondée dans les années 1970. Cette division est une entreprise prospère de plusieurs millions de dollars qui a créé des monuments, des musées, des stades et des palais pour plusieurs pays, dont l'Algérie, le Botswana, le Cambodge, le Tchad, la République démocratique du Congo, l'Égypte, l'Éthiopie, l'Allemagne, la Malaisie, le Mozambique, Madagascar, le Sénégal, la Syrie, le Togo et le Zimbabwe. Selon Pier Luigi Cecioni, le succès de cette exportation est dû à la « compétence et l'expérience [de l'atelier Mansudae] pour réaliser des projets si énormes, et le fait de pouvoir envoyer de grandes équipes d'artistes et de travailleurs dans des pays étrangers pendant une longue période ». Les travaux préliminaires sont effectués à l'atelier Mansudae où les modèles sont testés pour déterminer leur résistance aux catastrophes naturelles. D'après les dires d'un sculpteur de Mansudae dans une publication allemande, l'atelier n'aurait « aucun équivalent dans le monde ».

### Fontaine de conte de fées

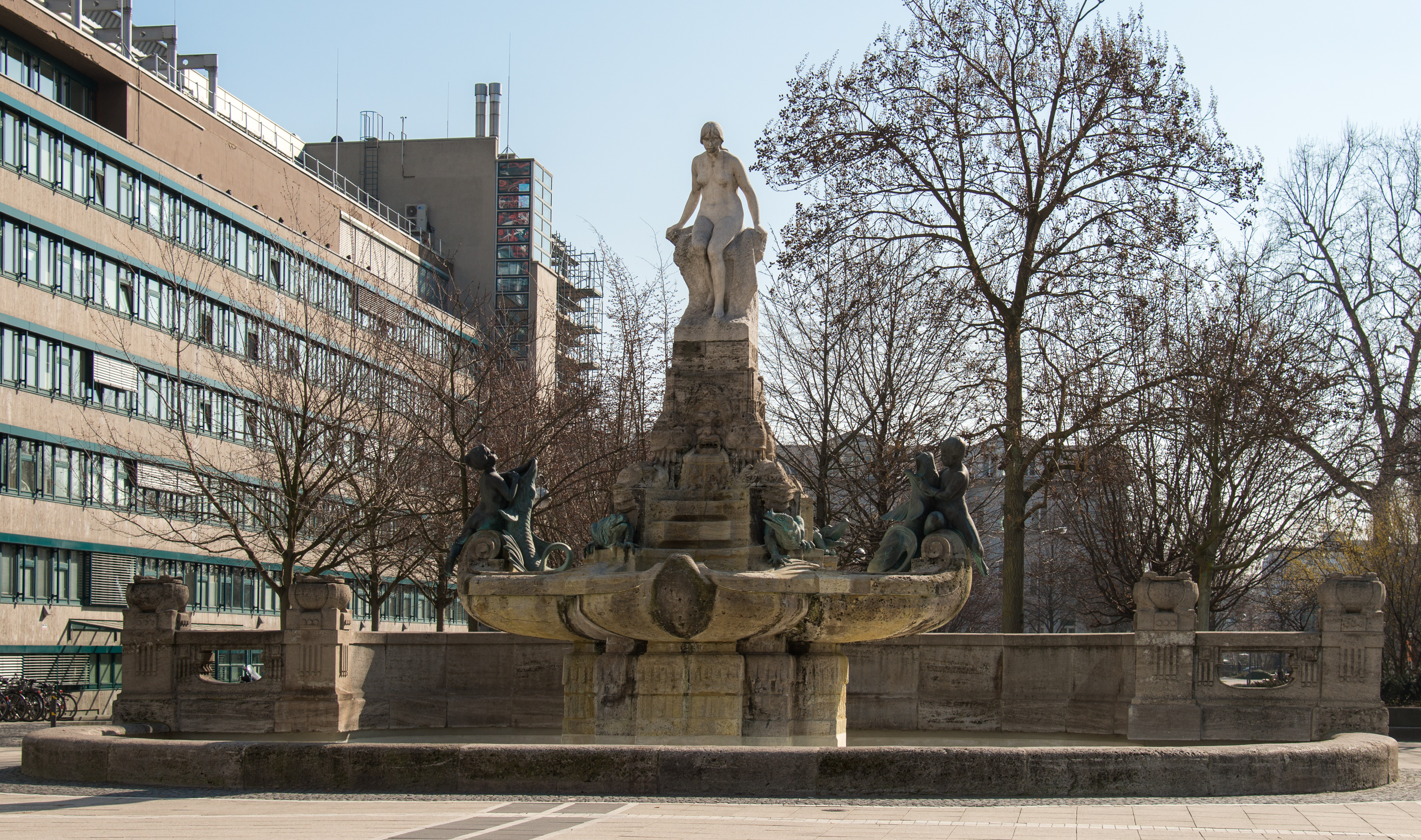
La.

En 2004, Klaus Klemp, vice-directeur du musée des arts appliqués de Francfort, découvre les œuvres de l'atelier Mansudae qui l'impressionnent. Il convainc la ville de Francfort de lui commander la reconstruction de la fontaine de conte de fées (de), une œuvre d'« art nouveau de 1910 qui a été fondue pour son métal durant la Seconde Guerre mondiale » et pour laquelle le plan détaillé original a disparu. L'atelier Mansudae est choisi pour son style du début des années 1900, son habileté à recréer la fontaine sur la base de photographies anciennes et ses tarifs attractifs. La fontaine est la seule commande obtenue par l'atelier dans un pays occidental.

### Monument de la Renaissance africaine
L'un des monuments les plus remarquables de l'atelier est également l'un des plus controversés : le Monument de la Renaissance africaine de Dakar. Dévoilé en 2010, il mesure 52 m de haut, soit plus que la statue de la Liberté (46 m) ou le Christ Rédempteur (38 m), et représente une famille africaine à moitié nue de trois personnes dans une pose socialiste réaliste. L'ancien président du Sénégal, Abdoulaye Wade, a commandé la statue à l'atelier Mansudae car c'était la seule organisation que les finances du pays pouvaient se permettre. 150 artistes de l'atelier ont travaillé dessus. Les syndicats sénégalais ont protesté contre cette main-d'œuvre étrangère en raison du taux de chômage de 50% à l'époque, tandis que la majorité musulmane du pays s'est dite offensée par la poitrine exposée de la femme, et Wade a du demander à refaire les têtes qui ressemblaient plus à des Coréens qu'à des Africains,.

## Importance
L'atelier Mansudae est peut-être la plus grande fabrique d'art au monde. Il est extrêmement important en Corée du Nord car il emploie les meilleurs artistes et est la seule organisation « officiellement autorisée à représenter les membres de la dynastie Kim ». Travailler dans l'atelier est quelque chose de prestigieux et de désiré, en particulier dans la filiale internationale. Les personnes envoyées à l'étranger vivent sous une surveillance stricte, mais ils sont mieux nourris et gagnent mieux que la plupart des Nord-Coréens. Depuis sa fondation en 1959, l'atelier Mansudae a produit, conçu et façonné l'esthétique du pays. La Corée du Nord « consacre une grande partie de son budget à la déification de la famille Kim », ce qui inclut les fonds à l'atelier Mansudae pour qu'il produise de œuvres de propagande telles que des monuments ou des pin's à l'image des dirigeants portés par tous les Nord-Coréens. La production de propagande de Mansudae est essentielle pour le gouvernement nord-coréen. Selon Pier Luigi Cecioni, l'atelier est si important pour le pays et son gouvernement qu'il « a le statut de ministère [et] n'est pas soumis au ministère de la Culture ».

## Images

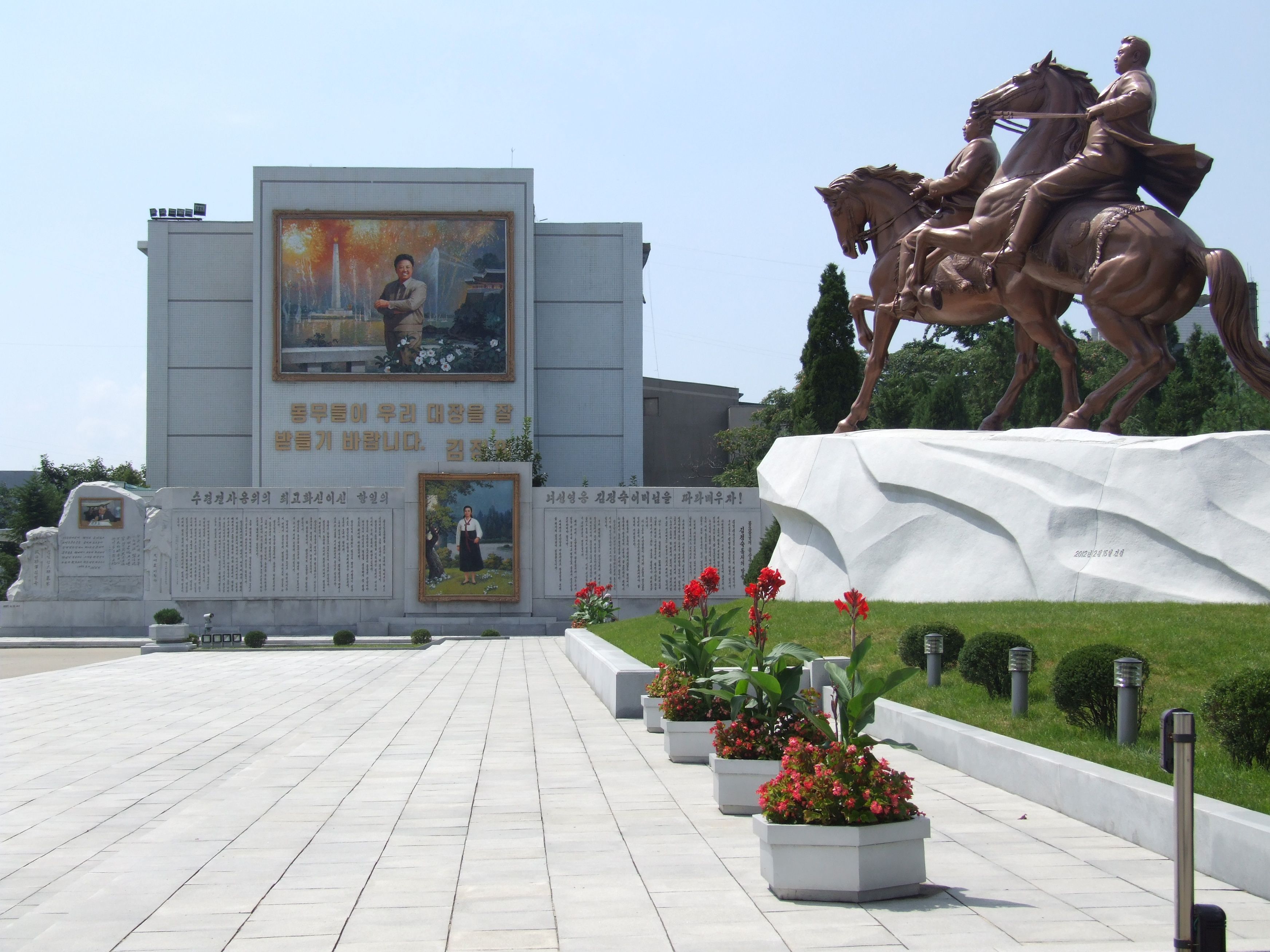
Siège à Pyongyang.
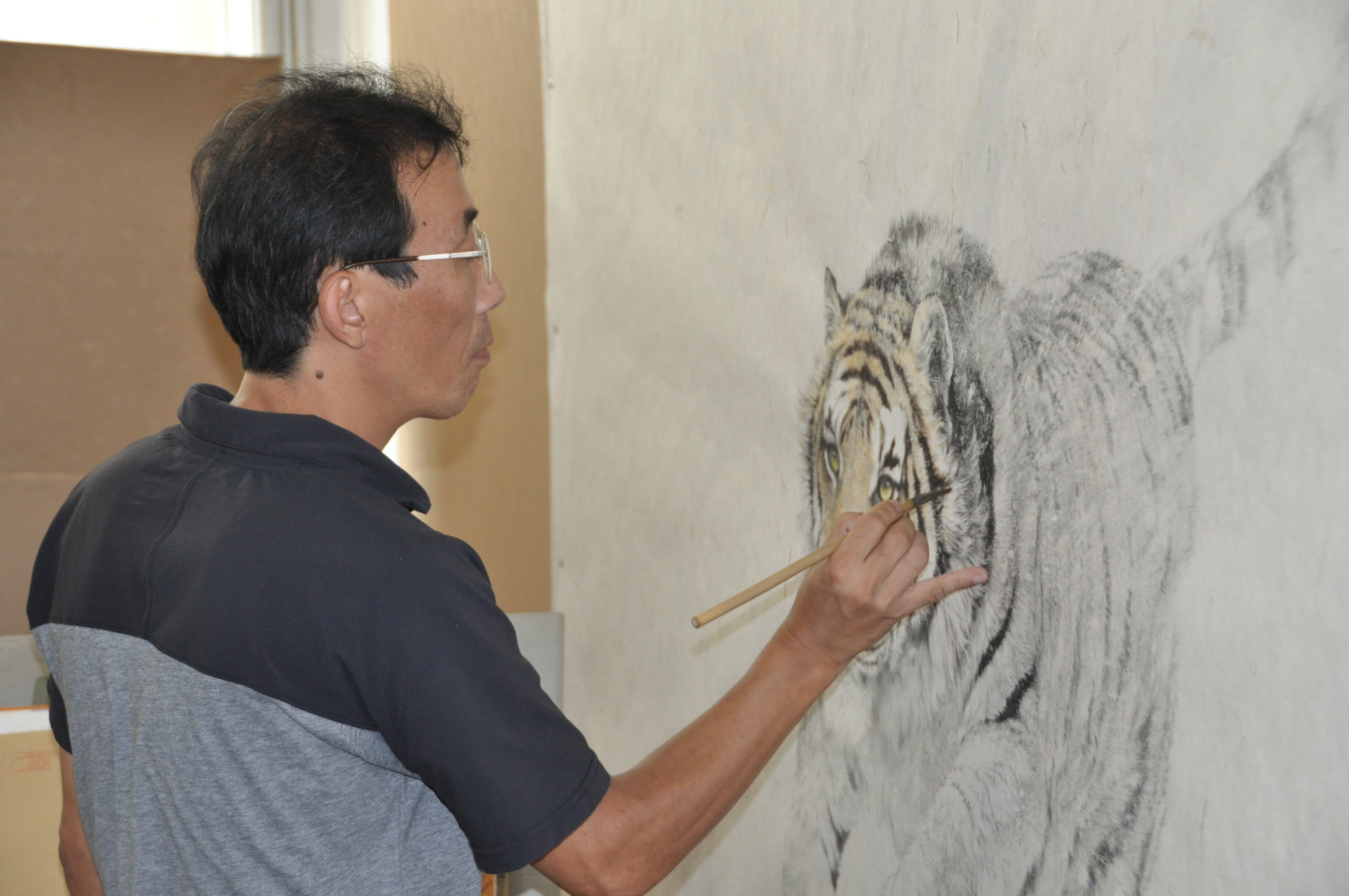
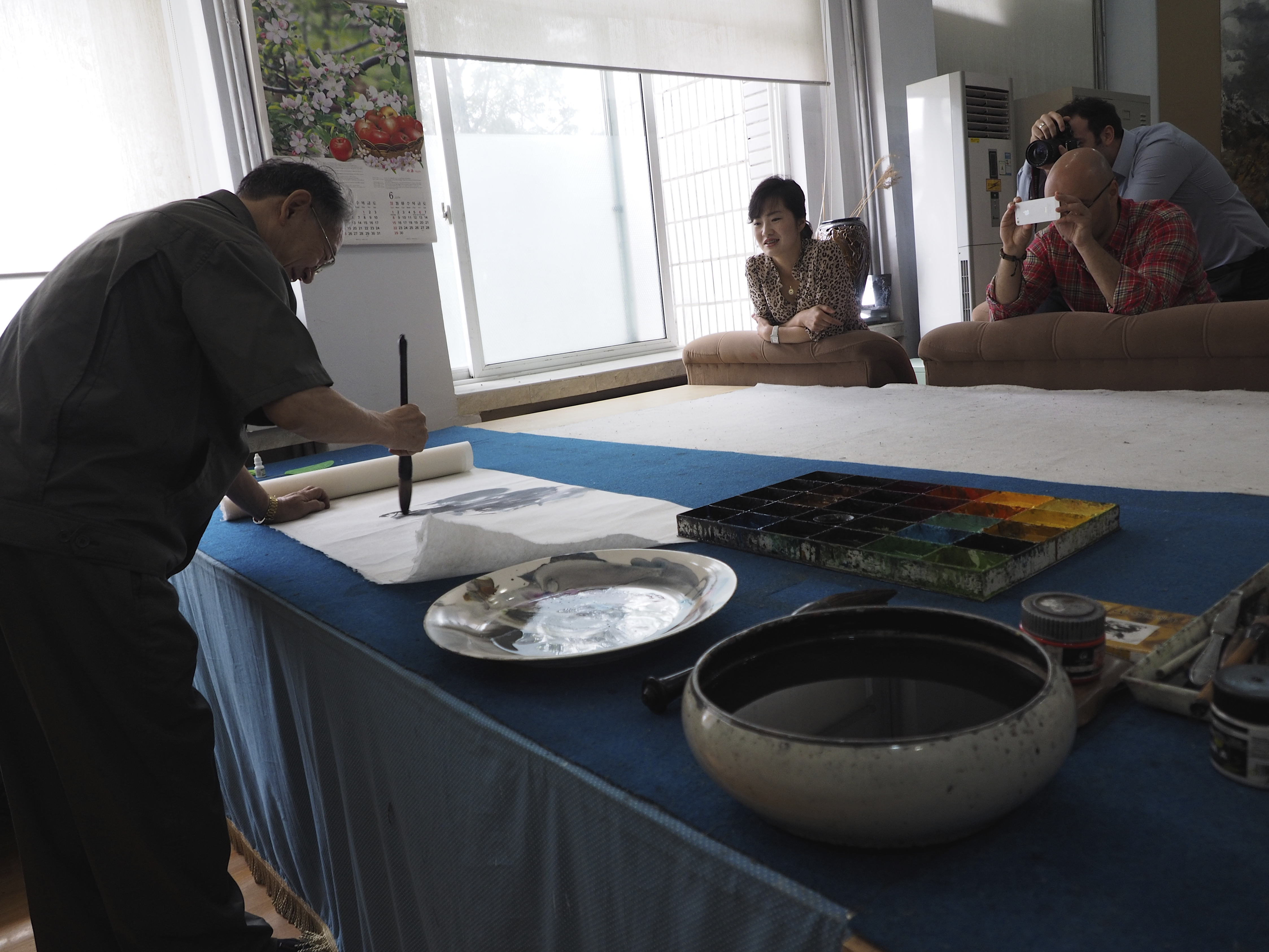
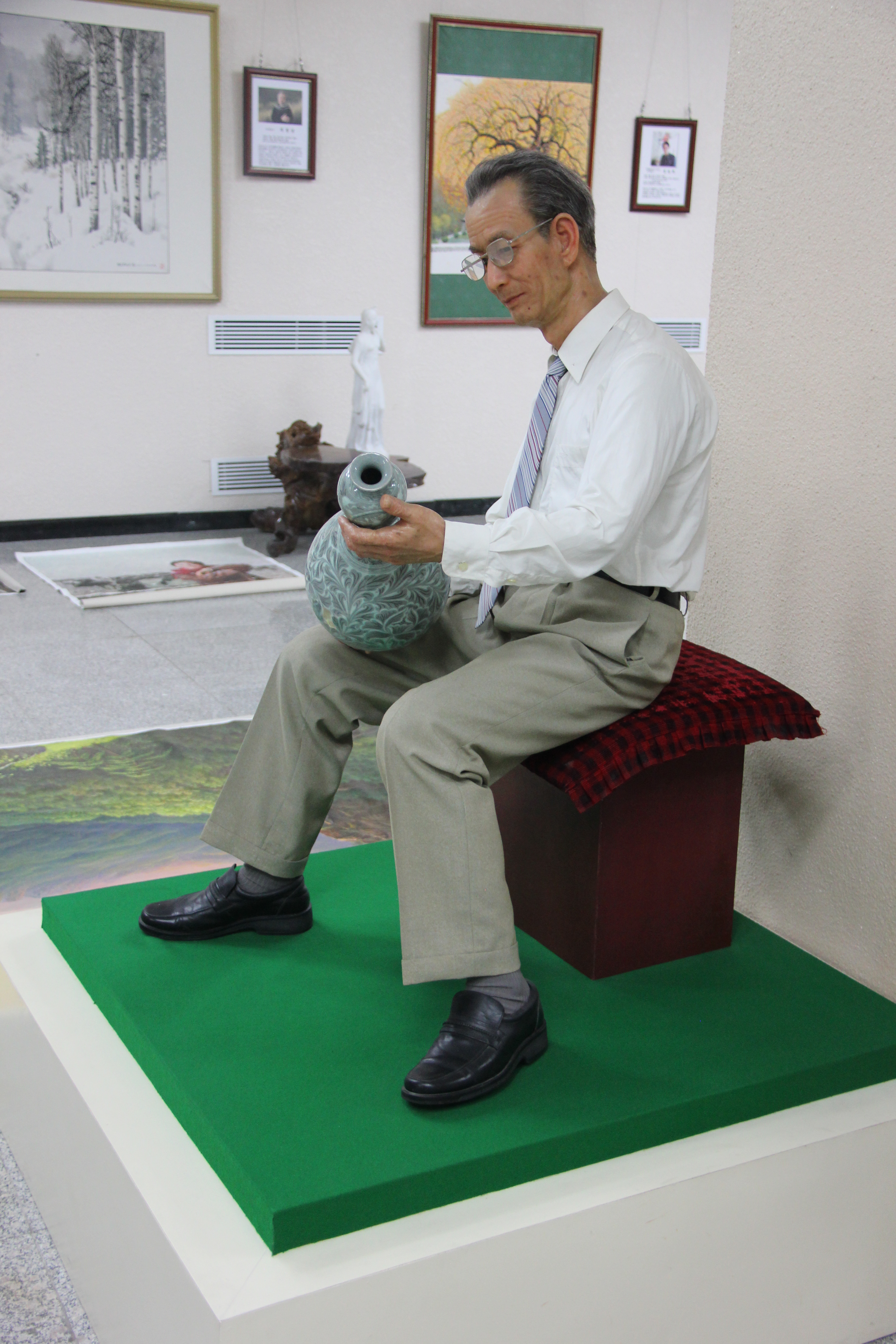
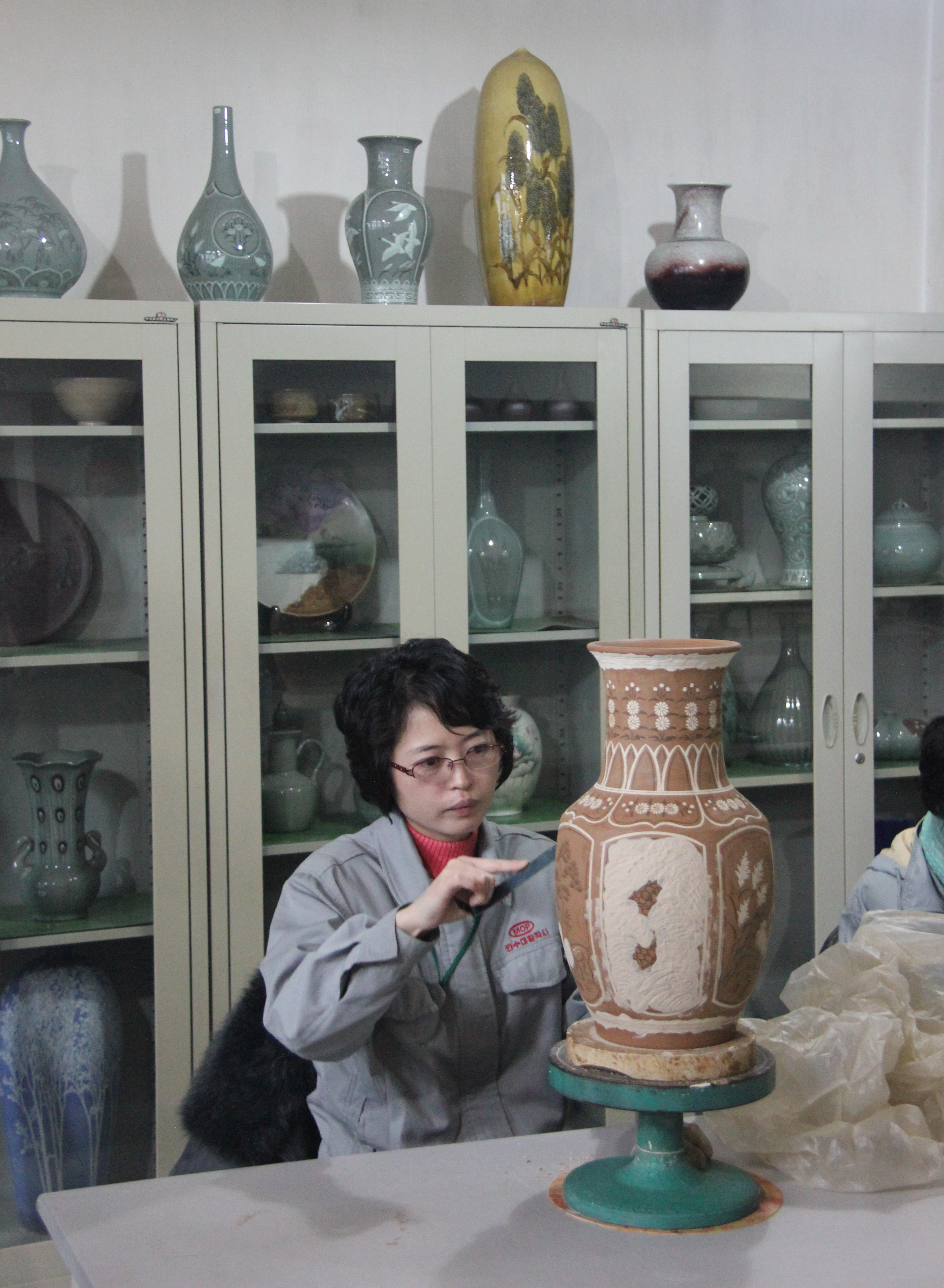
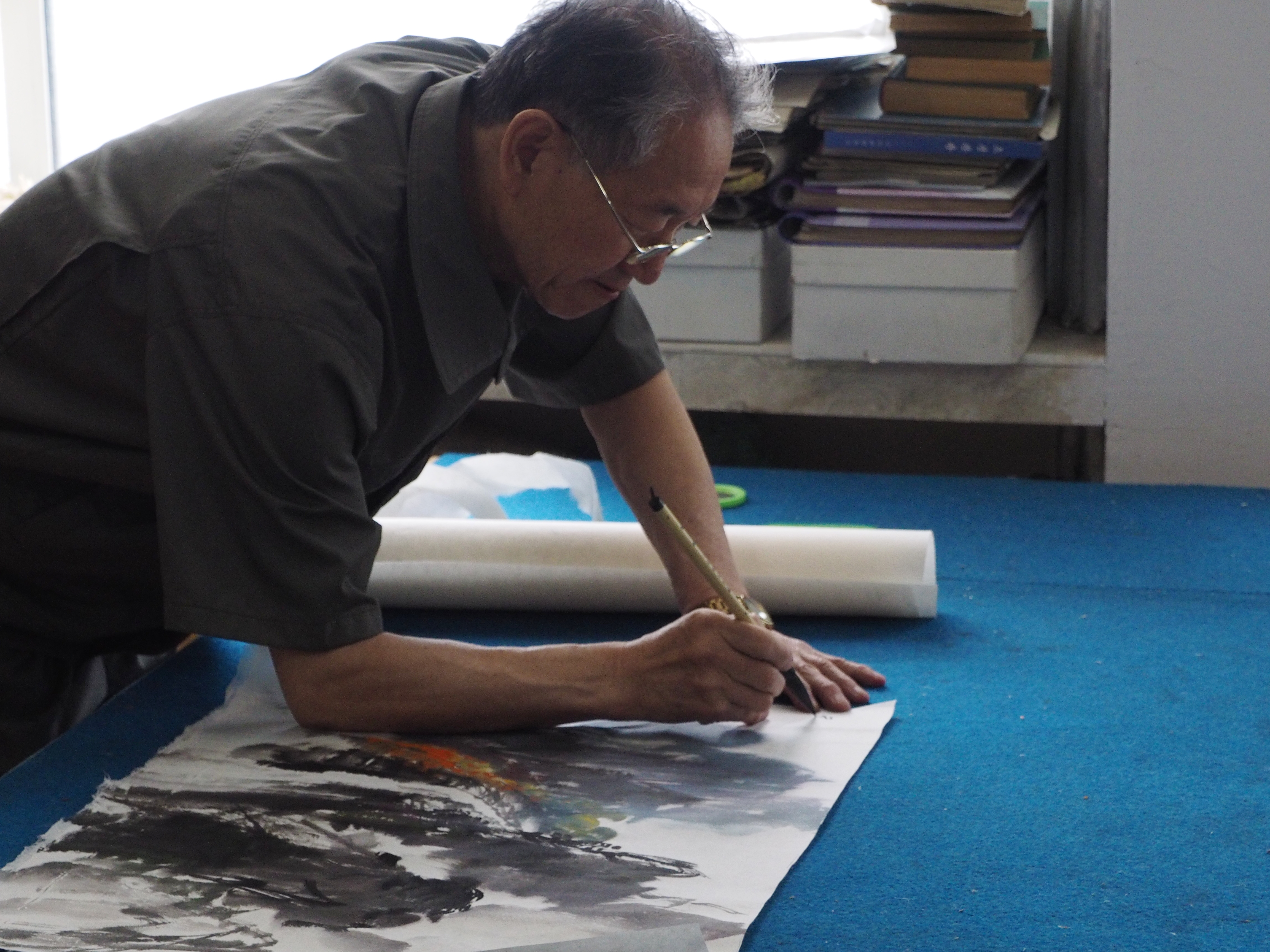
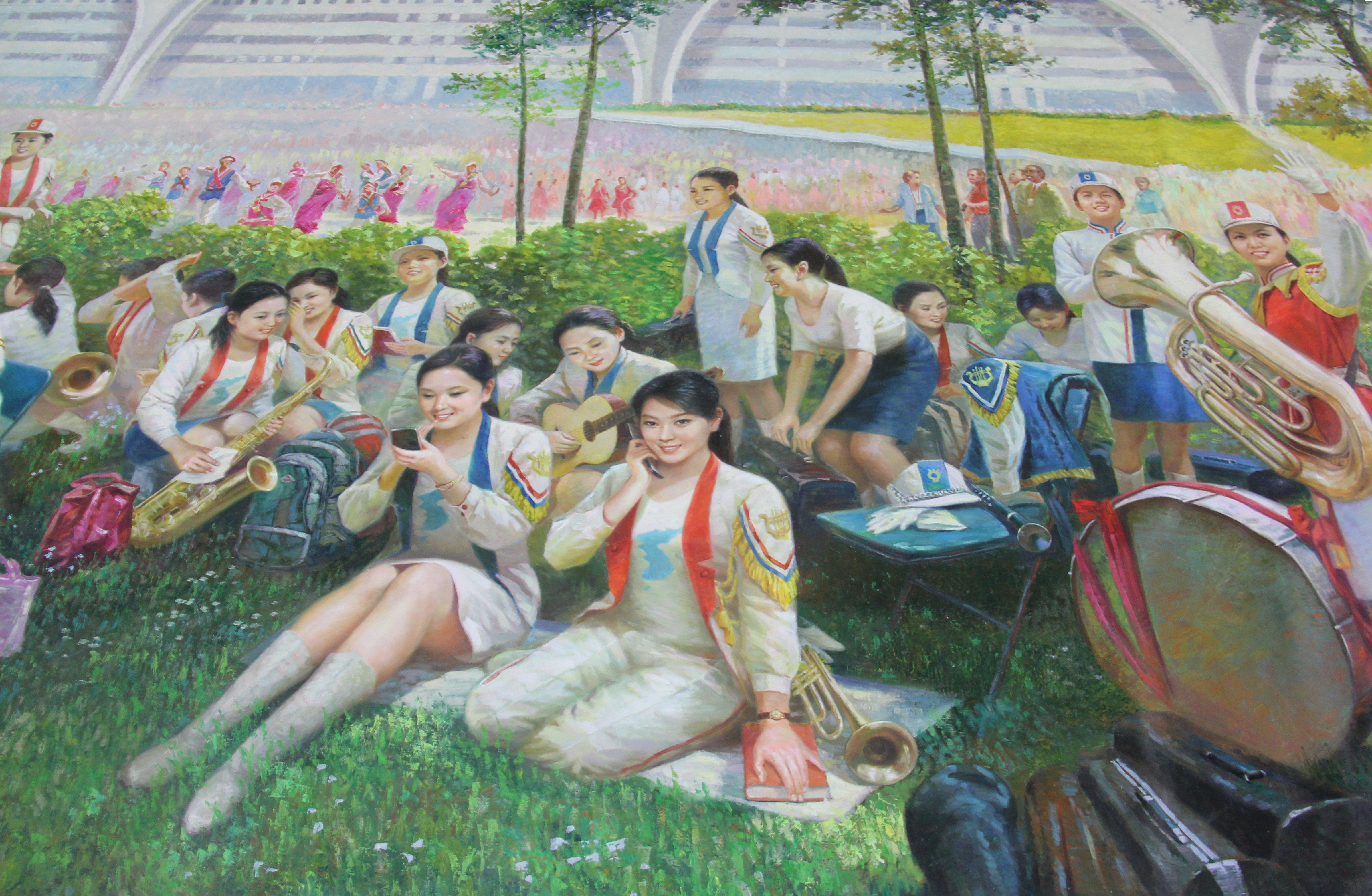
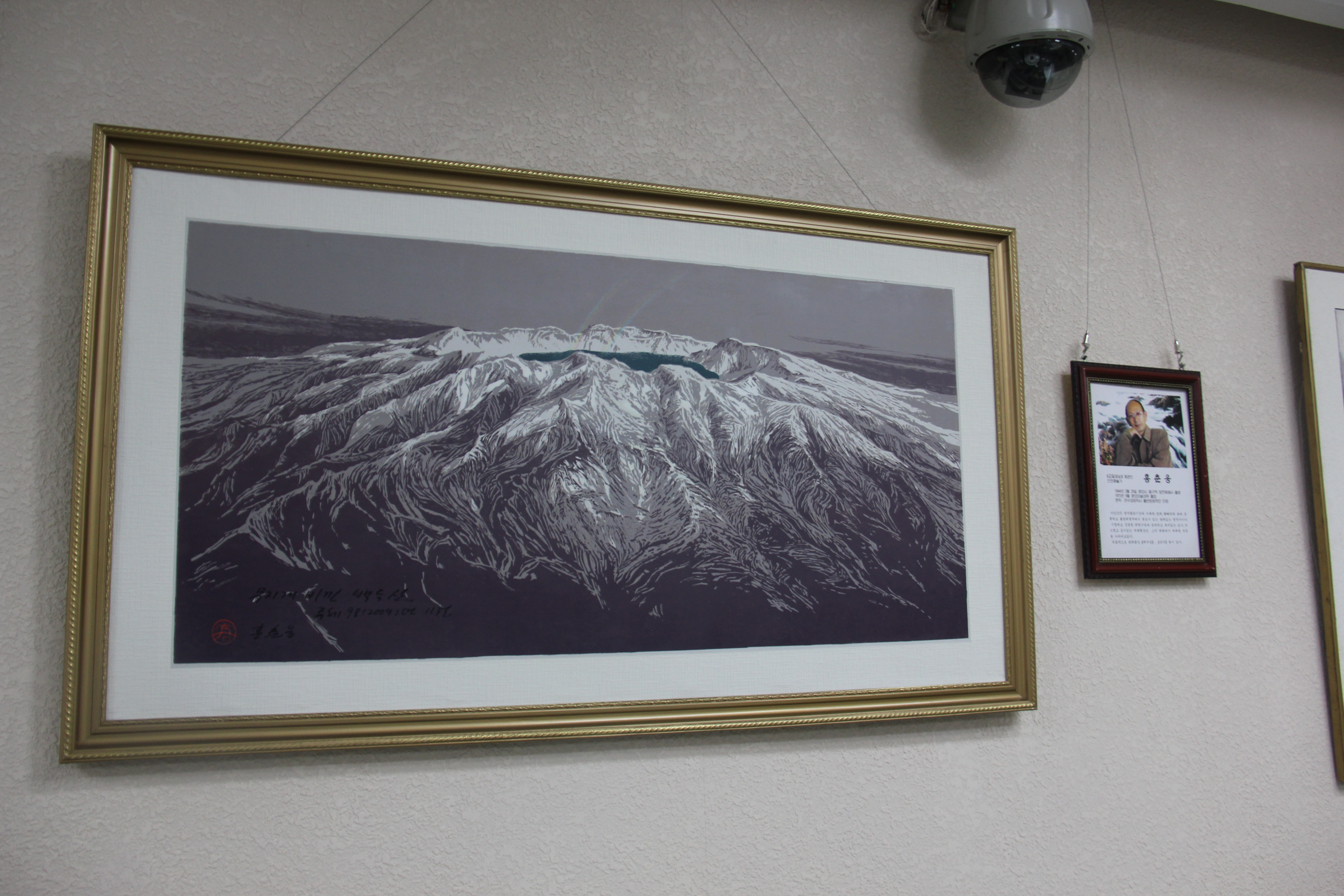
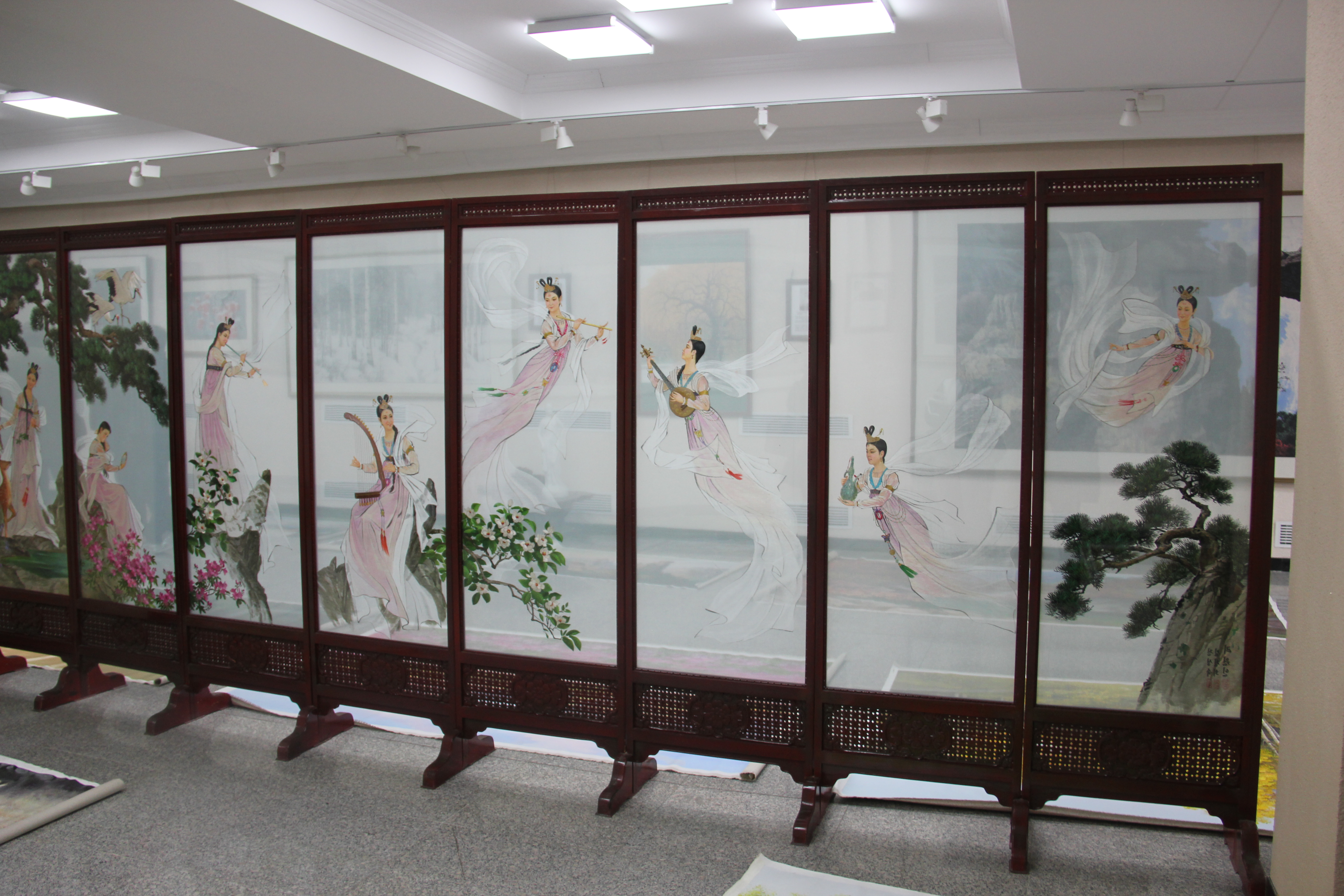
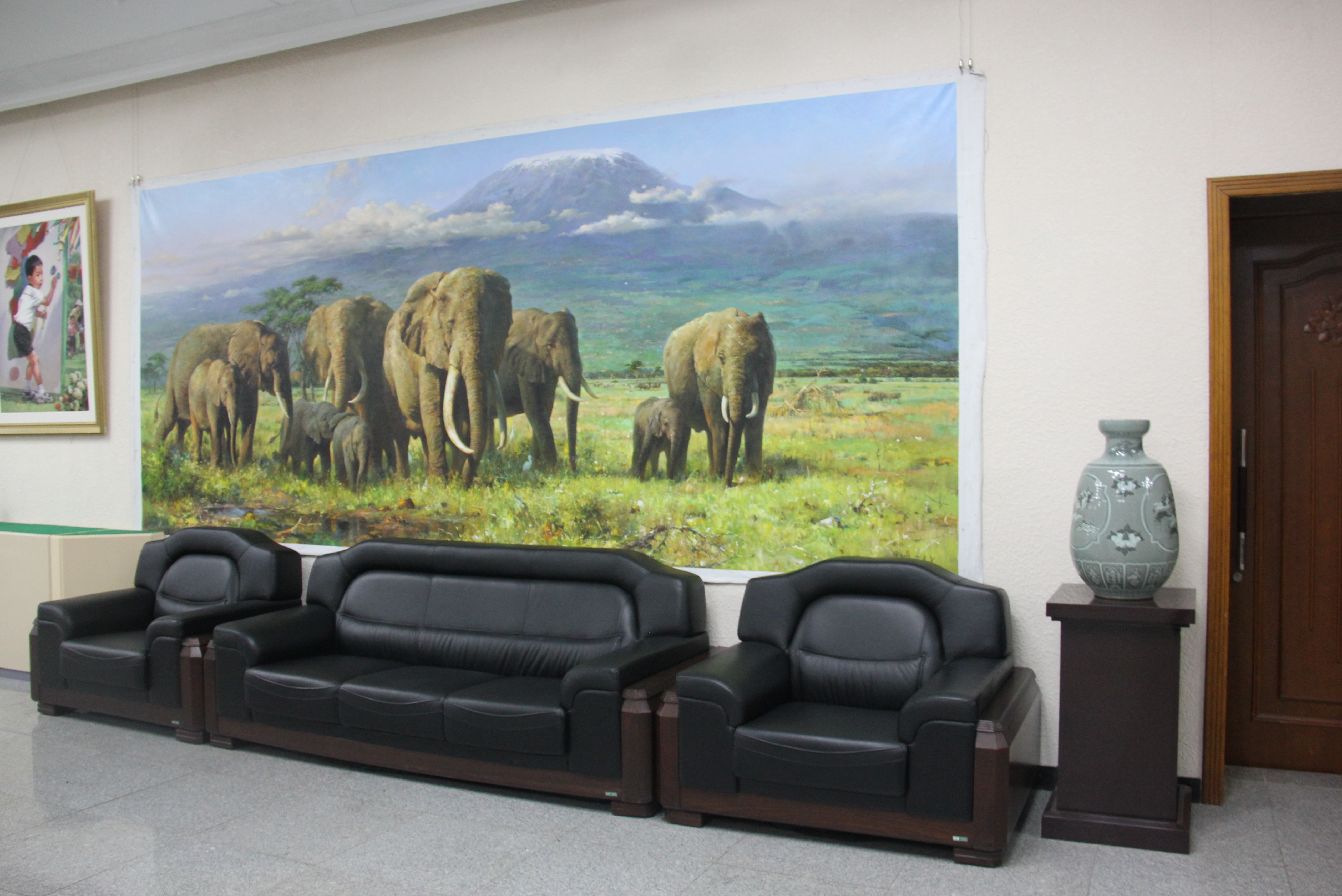
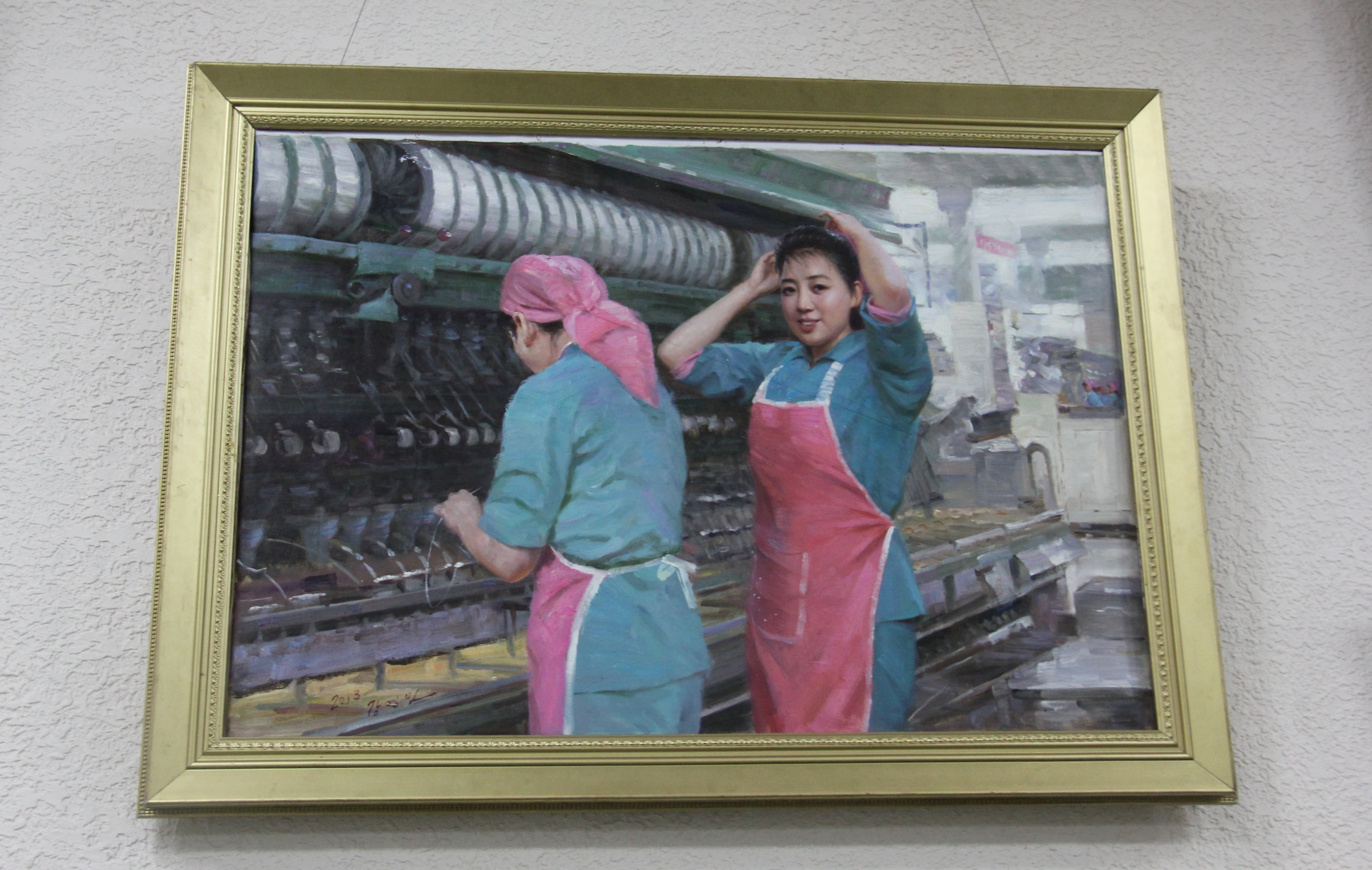
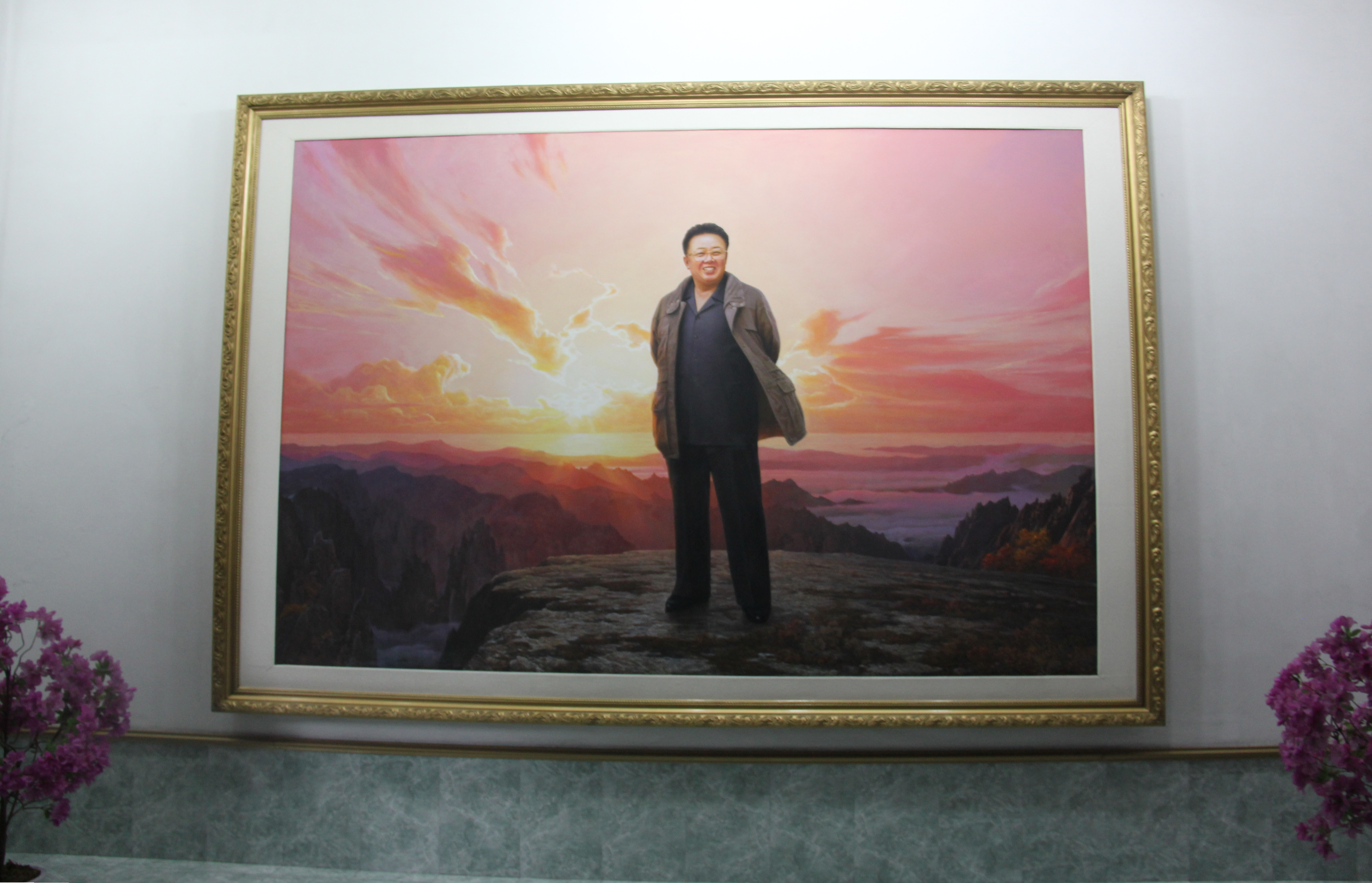
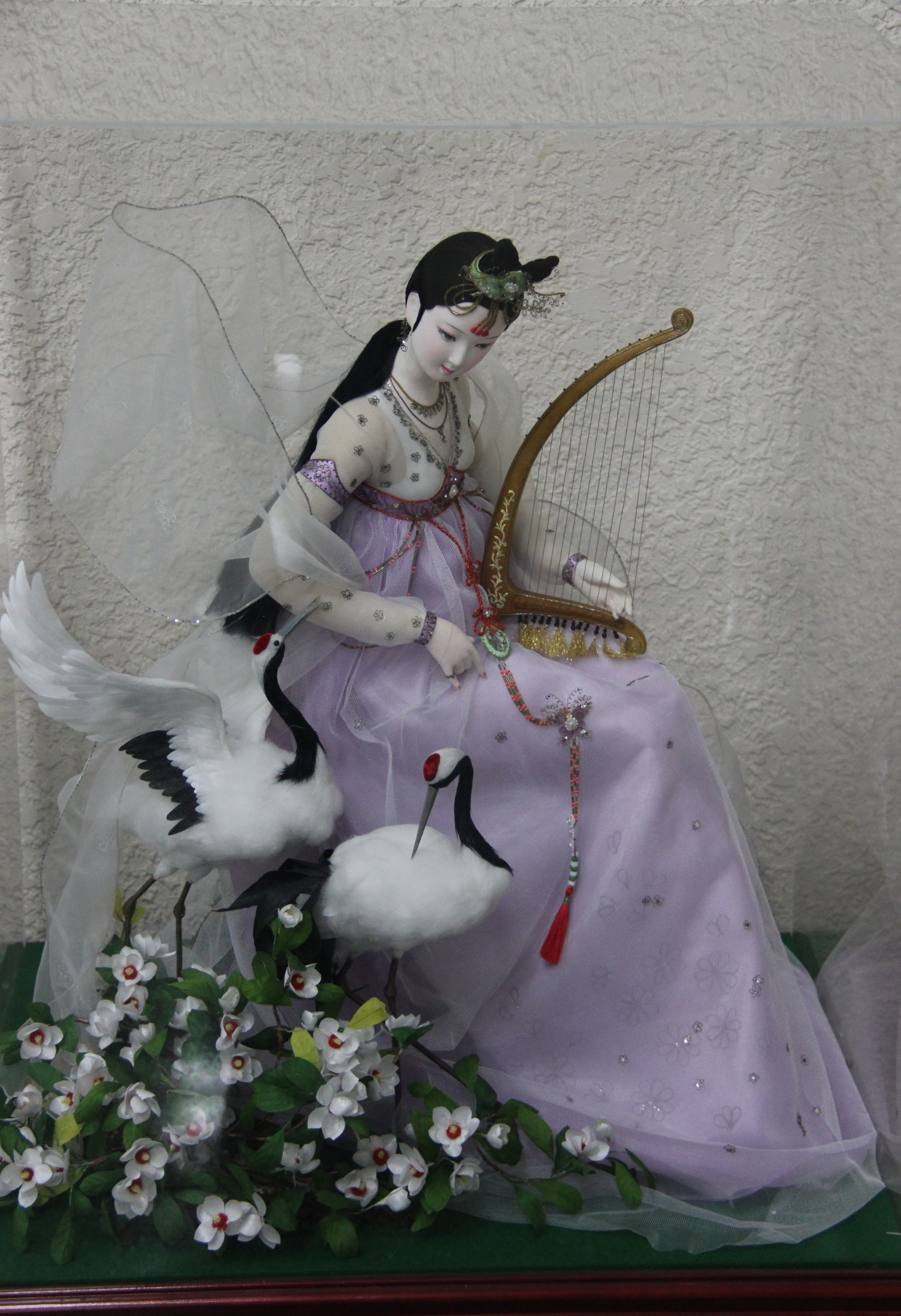
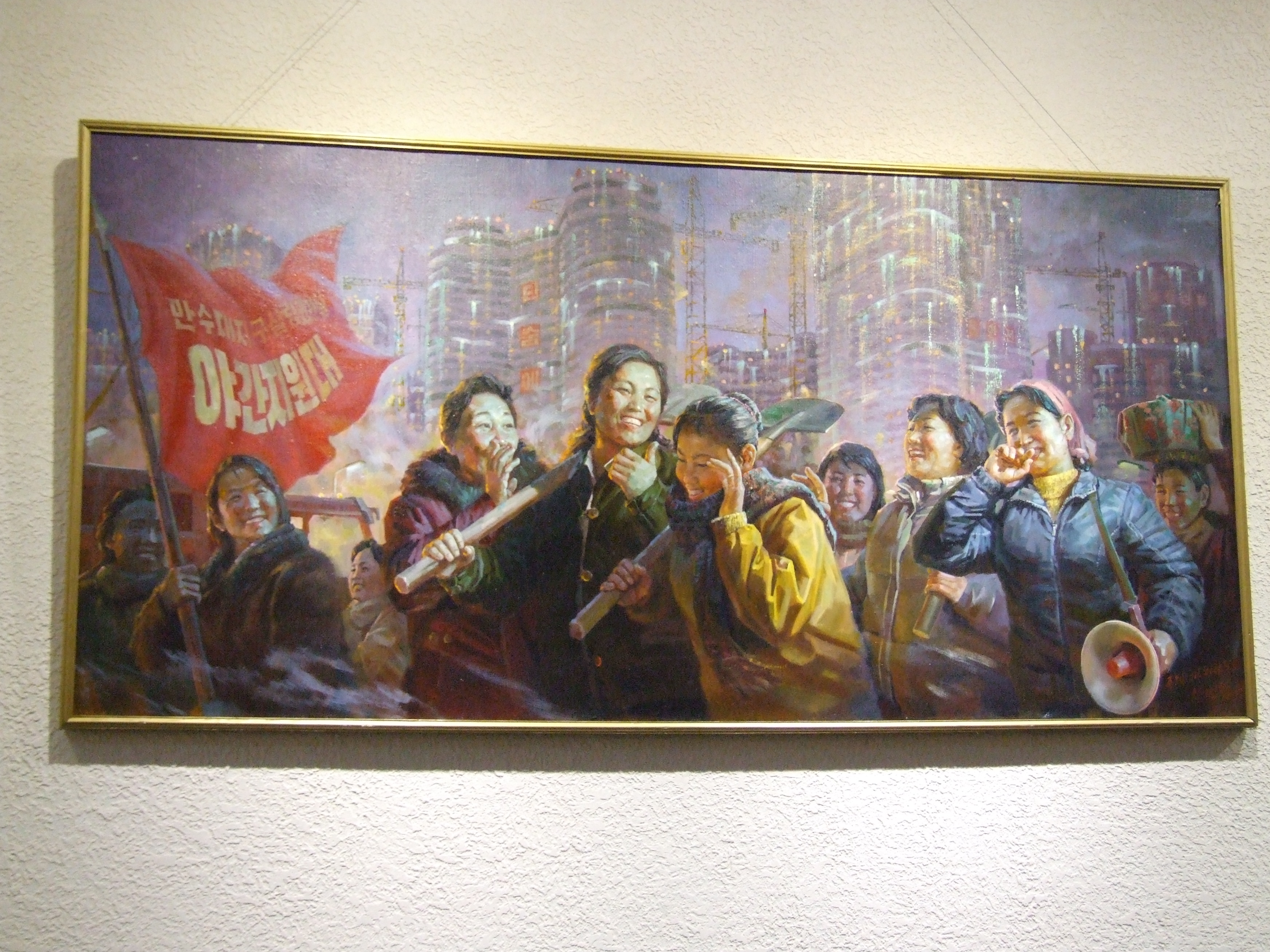
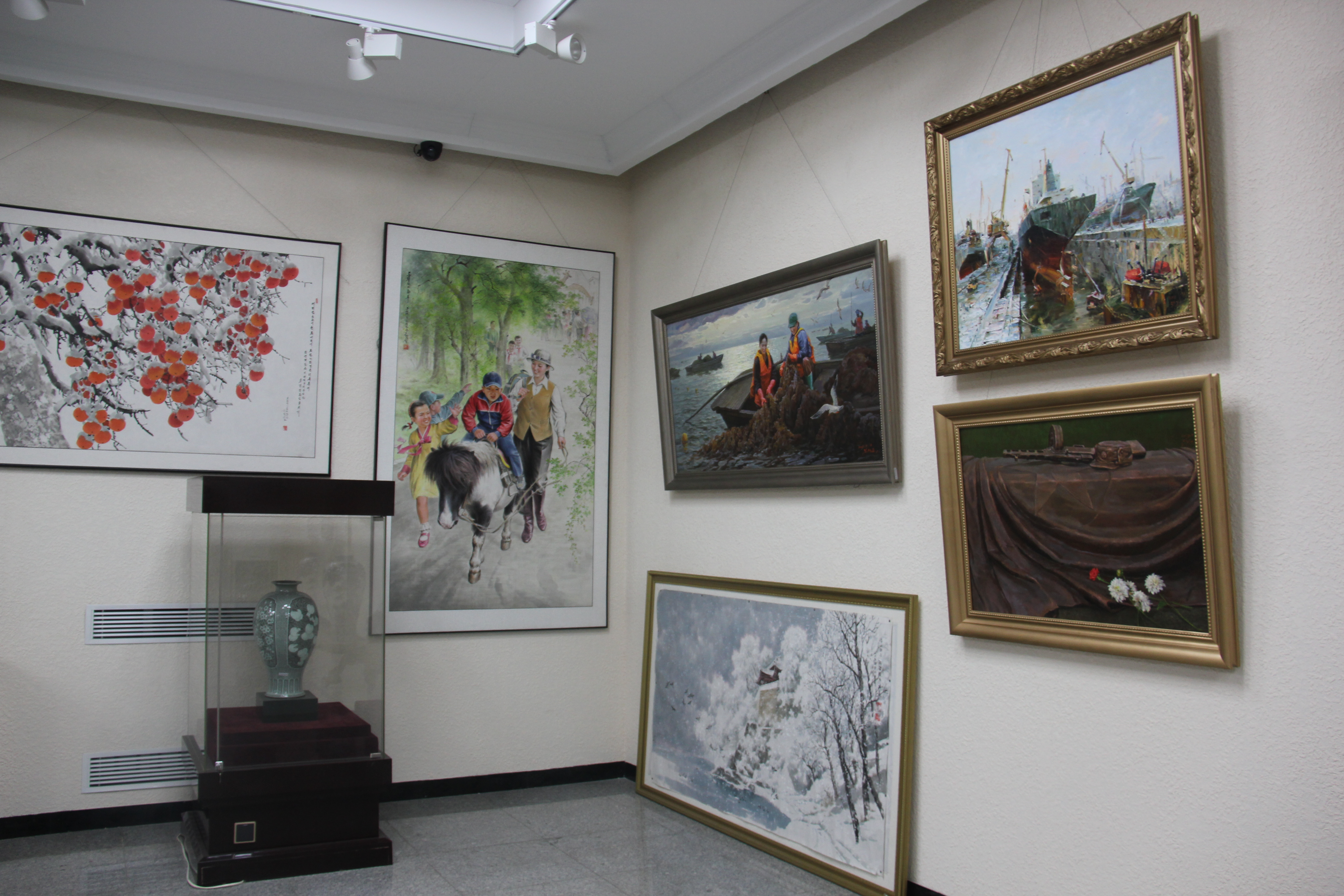
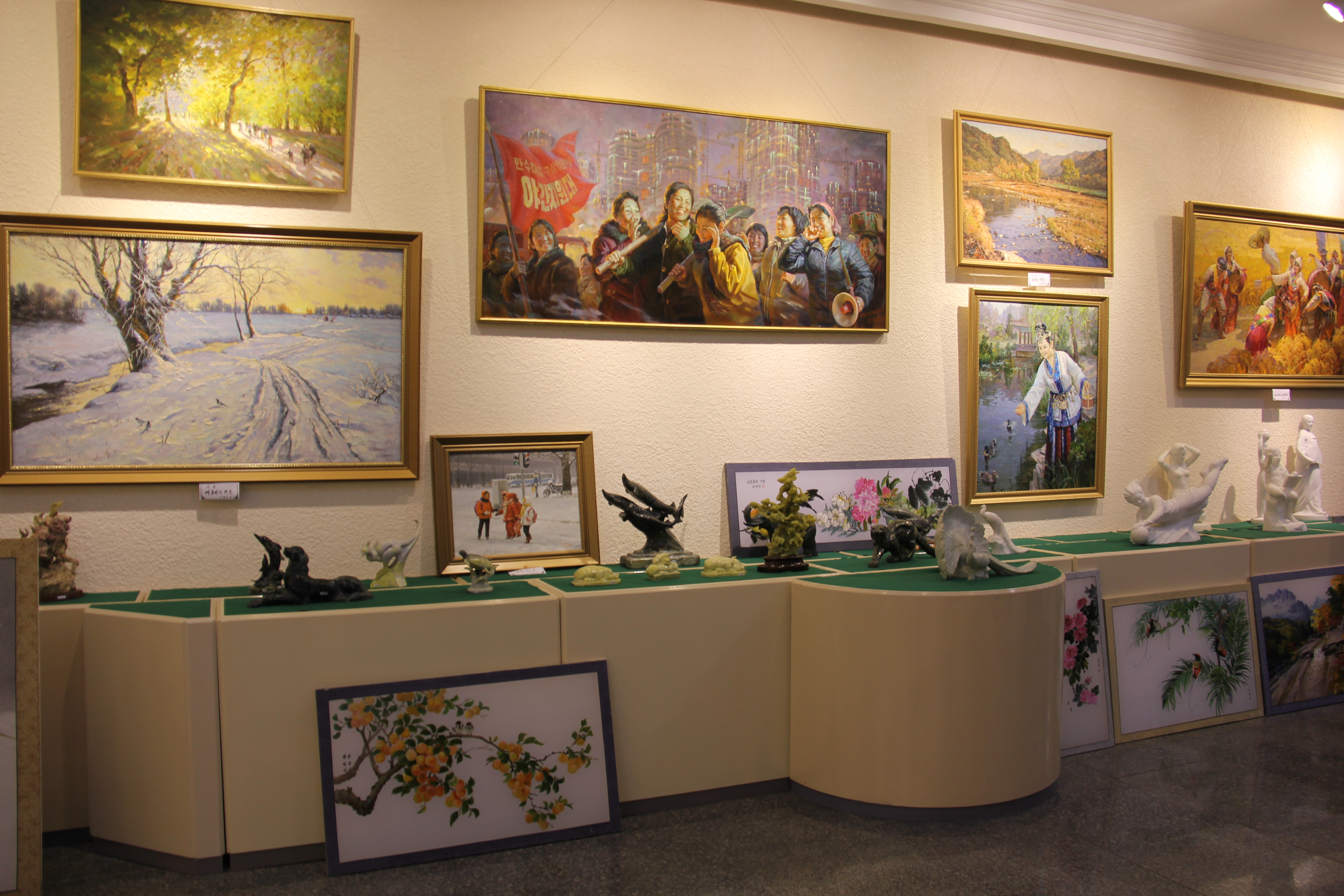
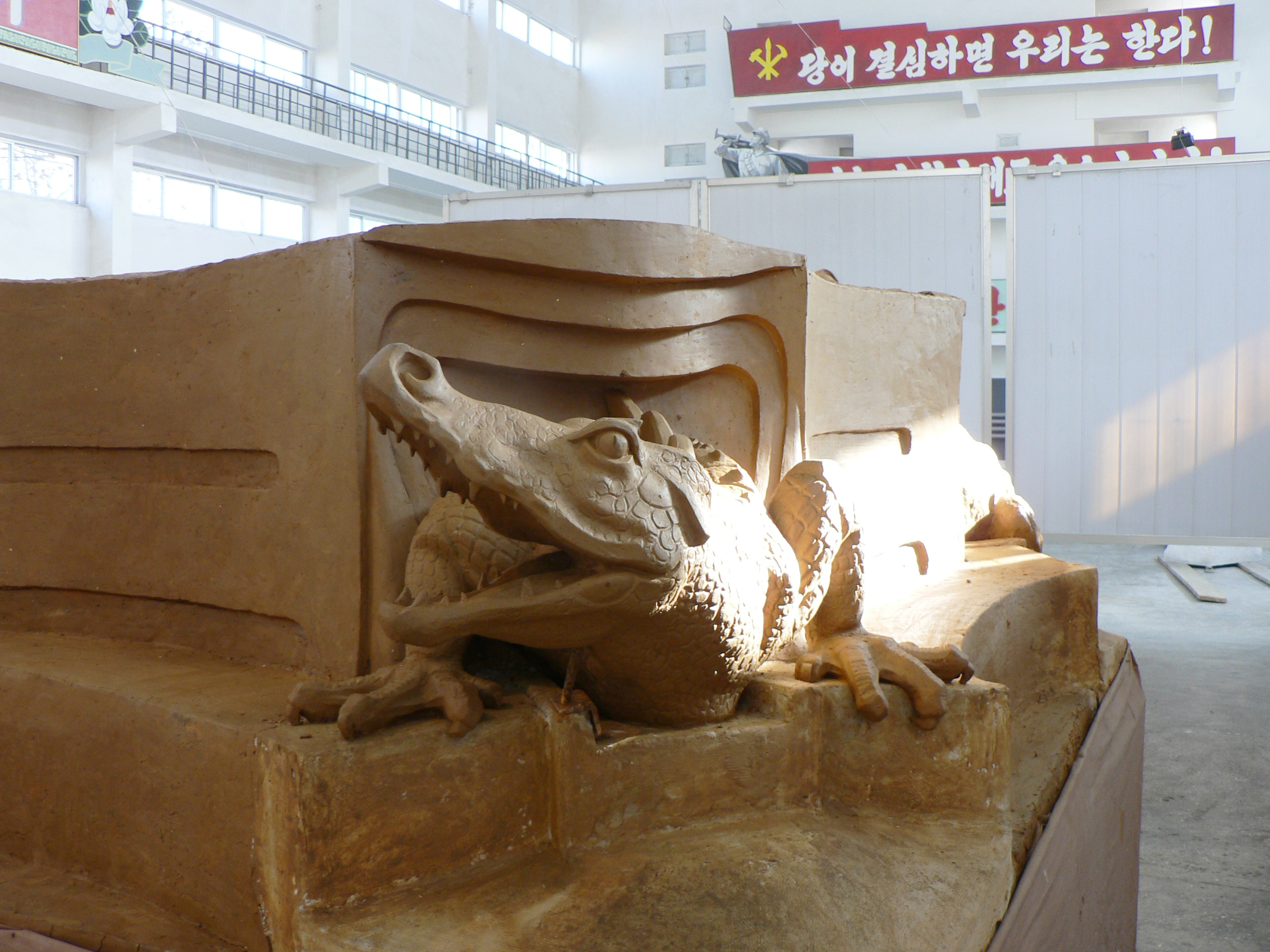
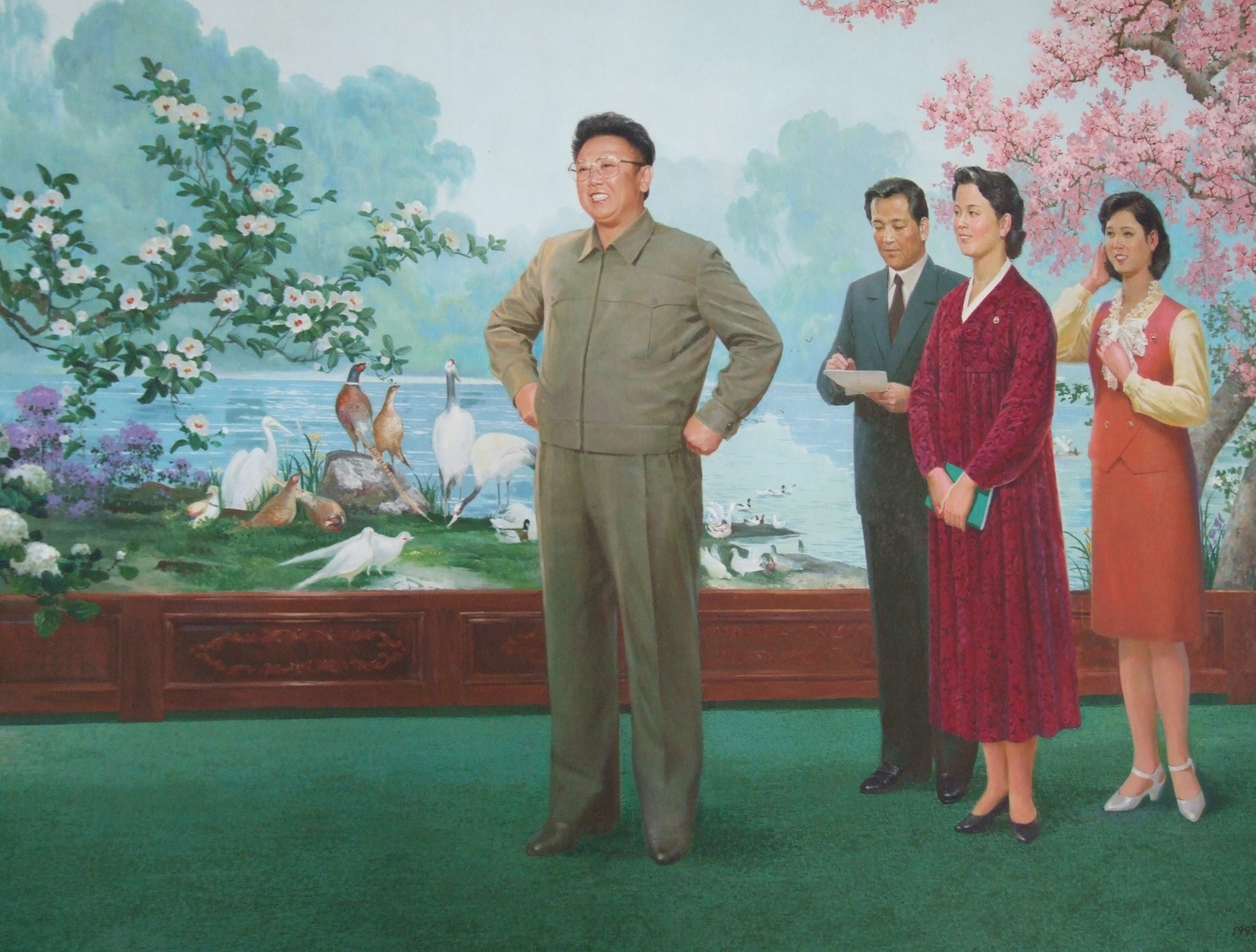